# اللجنة الأولمبية السودانية
اللجنة الأولمبية السودانية هي اللجنة الأولمبية الوطنية في السودان وعضو في اللجنة الأولمبية الدولية.

## الاتحادات التابعة للجنة
- الاتحاد السوداني لكرة القدم
- الاتحاد السوداني لكرة السلة
- الاتحاد السوداني لكرة اليد
- الاتحاد السوداني للتنس
- الاتحاد السوداني لكرة الطاولة
- الاتحاد السوداني لكرة الطائرة
- الاتحاد السوداني للريشة الطائرة
- الاتحاد السوداني للجمباز
- الاتحاد السوداني لألعاب القوى
- الاتحاد السوداني للملاكمة
- الاتحاد السوداني للرماية
- الاتحاد السوداني للدراجات
- الاتحاد السوداني للتجديف والكانوي
- الاتحاد السوداني للسباحة
- الاتحاد السوداني للفروسية
- الاتحاد السوداني لرفع الأثقال
- الاتحاد السوداني للجودو
- الاتحاد السوداني للتايكوندو
- الاتحاد السوداني للشراع
- الاتحاد السوداني للمصارعة
- الاتحاد السوداني للكاراتيه
- الاتحاد السوداني للكونغ فو
- الاتحاد السوداني للشطرنج
- الاتحاد السوداني للهوكي[2]

## وصلات خارجية
- الموقع الرسمي (بالعربية)